# Rødby Kommune
Rødby Kommune i Storstrøms Amt blev dannet ved kommunalreformen i 1970. Ved strukturreformen i 2007 indgik den i Lolland Kommune sammen med Holeby Kommune, Højreby Kommune, Maribo Kommune, Nakskov Kommune, Ravnsborg Kommune og Rudbjerg Kommune.

## Tidligere kommuner
Rødby havde været købstad, men det begreb mistede sin betydning ved kommunalreformen. 3 sognekommuner blev lagt sammen med Rødby Købstad til Rødby Kommune.
| Kommune                   | Folketal 1. januar 1970 | Byer               |
| ------------------------- | ----------------------- | ------------------ |
| Rødby Købstad             | 4.773                   | Rødby og Rødbyhavn |
| Nebbelunde-Sædinge        | 970                     |                    |
| Ringsebølle               | 364                     |                    |
| Tirsted-Skørringe-Vejleby | 1.624                   |                    |
| I alt                     | 7.731                   |                    |

Hertil kom at Tågerup-Torslunde sognekommune med 1.020 indbyggere blev delt, så hovedparten af Tågerup Sogn kom til Rødby Kommune, mens Torslunde Sogn  og den nordøstlige del af Tågerup Sogn kom til Holeby Kommune.

## Sogne
Rødby Kommune bestod af følgende sogne, alle fra Fuglse Herred:
- Nebbelunde Sogn
- Ringsebølle Sogn
- Rødby Sogn
- Rødbyhavn Sogn
- Skørringe Sogn
- Sædinge Sogn
- Tirsted Sogn
- Tågerup Sogn
- Vejleby Sogn

## Borgmestre[3]
| Periode   | Navn                 | Parti             |
| --------- | -------------------- | ----------------- |
| 1970-1982 | Carl Johannes Larsen | Socialdemokratiet |
| 1982-1990 | Hans Christiansen    | Venstre           |
| 1990-2002 | Gert Mortensen       | Socialdemokratiet |
| 2002-2006 | Hans Ole Sørensen    | Venstre           |